# Ewald Dytko

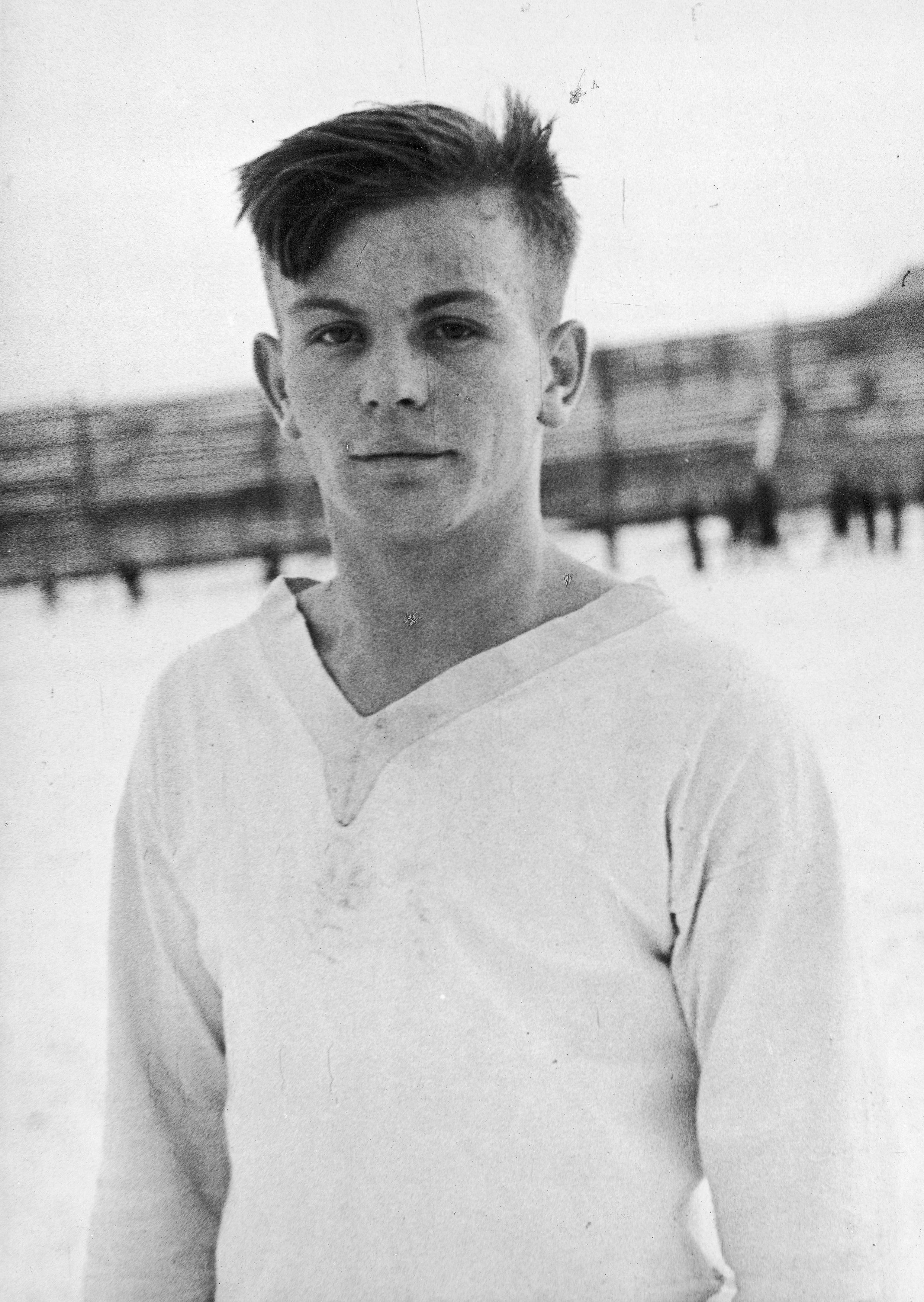
Ewald Dytko

Ewald Oskar Dytko, später Edward Jan Dytko, (* 18. Oktober 1914 in Domb, Deutsches Kaiserreich; † 13. Juni 1993 in Katowice) war ein polnischer Fußballspieler.

## Leben und Karriere
Ewald Dytko wurde 1914 in Domb als preußischer Staatsbürger geboren. Seine Eltern waren der Häuer Johann Dytko und dessen Ehefrau Viktorie geb. Granek.

### Zwischenkriegszeit
Mit dem Anschluss des Ostteils Oberschlesiens an Polen erhielt er 1922 die polnische Staatsbürgerschaft. Als Jugendlicher trat er dem Verein Dąb Katowice bei. 1936 stieg Dąb in die oberste Liga auf, musste aber im folgenden Jahr wegen eines Punkteabzugs aufgrund eines Bestechungsskandals wieder absteigen.
Trotz dieses Abstiegs blieb Dytko im defensiven Mittelfeld  Stammspieler der Nationalmannschaft, für die er zwischen 1935 und 1939 insgesamt 22-mal antrat. 1936 erreichte er in den polnischen Farben bei den Olympischen Spielen in Berlin 1936 das Halbfinale. 1938 nahm er an der Fußballweltmeisterschaft in Frankreich teil, die mit den Achtelfinalen begann. Die polnische Mannschaft unterlag dort in ihrem einzigen Spiel den Brasilianern mit 5:6 nach Verlängerung.
Dreimal nahm er an Länderspielen gegen die DFB-Elf teil, wobei den Polen kein Sieg gelang: 1935 in Breslau (0:1), 1936 in Warschau (1:1), der ersten Partie Josef Herbergers als Reichstrainer, und 1938 in Chemnitz (1:4). Beim letzten dieser drei Spiele schied Dytko nach einem Zusammenprall mit Helmut Schön vorzeitig aus.
Im Juli 1939 war er einer der Beteiligten der „Spiritusaffäre“: Zu einem Trainingslager der Nationalmannschaft waren Werber der großen Warschauer Vereine gekommen. An einem Abend mit viel Alkohol unterzeichneten mehrere Spieler aus Oberschlesien, darunter der Torjäger Ernst Willimowski und Dytko, bei ihnen Verträge für die folgende Saison.

### Zweiter Weltkrieg
Dytko war für das Länderspiel gegen Jugoslawien vorgesehen, das für den 6. September 1939 vereinbart war. Wegen des deutschen Einmarsches in Polen fand es nicht statt. Er geriet als polnischer Wehrpflichtiger in deutsche Kriegsgefangenschaft, wurde aber als ehemaliger Reichsbürger entlassen und konnte nach Oberschlesien zurückkehren, dessen Ostteil wieder an das Deutsche Reich angeschlossen wurde. Wie alle anderen ehemaligen polnischen Fußballnationalspieler aus Oberschlesien unterzeichnete auch er die Deutsche Volksliste.
Der Kattowitzer NSDAP-Kreisleiter Georg Joschke teilte ihn mit den polnischen Auswahlspielern Erwin Nytz und Ernst Willimowski dem 1. FC Kattowitz zu. Joschke hatte den Club der deutschen Minderheit in Polen in den dreißiger Jahren selbst geführt. Dytko wurde zum ersten von Reichstrainer Herberger durchgeführten Auswahllehrgang für Spieler aus Oberschlesien eingeladen, der Ende Juni 1940 in Kattowitz stattfand. Auch wurde er in die Auswahl der Gauliga Schlesien berufen.
Im Mai 1942 wurde er zu einem Infanterieregiment der Wehrmacht nach Koblenz eingezogen.  Dort kam er dank der Fürsprache des lokalen Fußballstars Josef Gauchel beim stärksten Club der Region, der TuS Neuendorf, unter und auch in der Auswahl der Gauliga Moselland zum Einsatz. Die beiden kannten sich von den Länderspielen 1936 und 1938.
Wenige Wochen vor Kriegsende geriet Dytko, mittlerweile zu einer Sanitätskompanie der Luftwaffe versetzt, in amerikanische Gefangenschaft.

### Nachkriegszeit
Nach Kriegsende kehrte er nach Kattowitz zurück. Ebenso wie andere oberschlesische Spitzenspieler musste er sich vor dem kommunistisch kontrollierten Sicherheitsamt UB für seine Auftritte in deutschen Vereinen rechtfertigen. Nach seiner späteren Darstellung legte er beim Verhör zu seiner Verteidigung dar, dass er selbst zur US-Army übergelaufen sei, doch sei er daraufhin in Untersuchungshaft genommen worden. Er sei erst nach der Unterzeichnung einer Loyalitätserklärung zum neuen Regime freigekommen.
Zunächst wurde er dem Polizeiclub Guardia Katowice zugeteilt, konnte bald aber zum Traditionsclub Baildon Katowice wechseln. Nach dem „Dekret vom 10. November 1945 über die Änderung und Festlegung von Vor- und Familiennamen“ musste Dytko seine „nicht polnisch klingenden“ Vornamen ablegen. Amtlich hieß er von nun an „Edward Jan“.
1950 beendete er seine aktive Karriere und erlangte das Trainerdiplom. Ohne größere Erfolge trainierte er in den folgenden Jahren mehrere oberschlesischen Vereine unterer Spielklassen.